# Carcinus aestuarii
Carcinus aestuarii é uma espécie de caranguejo da zona litoral, nativa do Mar Mediterrâneo. Apresenta semelhanças com a espécie atlântica Carcinus maenas, da qual foi por vezes considerada como subespécie, mas estudos de  biologia molecular utilizando como marcador o gene da COI determinou que as diferenças entre os dois taxa são substanciais, suportando o estatuto de espécie separada.

## Descrição
As duas espécies de Carcinus podem ser visualmente distinguidas pelo bordo frontal da carapaça, entre os olhos, que é curto e indentado em C. maenas, mas longo e liso em C. aestuarii. Para além disso, os gonópodos de C. aestuarii são direitos e paralelos, enquanto os de C. maenas são curvos.
Enquanto C. maenas é uma espécie invasora em muitas regiões costeiras de todos os oceanos, apenas se conhece uma população alóctone de C. aestuarii: a costa do Japão foi invadida por C. aestuarii ou por um híbrido de C. aestuarii com C. maenas,